# Melissa Renée Martin
Melissa Renée Martin (ur. 8 lipca 1979 w Oklahomie) – amerykańska aktorka filmowa i telewizyjna, znana również jako „Melissa R. Martin”, „Melissa Renee Martin” oraz „Melissa Martin”.

## Filmografia
- Final Stab (2001)
- Basen 2 (The Pool 2, 2006)
- Weronika Mars (Veronica Mars, 2004–2005)
- Beverly Hills, 90210 (1999)
- Strażnik Teksasu (Walker, Texas Ranger, 1997)